# Festivali i Këngës 2012
Il cinquantunesimo Festivali i Këngës si tenne tra il 20 e il 22 dicembre 2012 presso il palazzo dei Congressi di Tirana e ha selezionato il rappresentante dell'Albania all'Eurovision Song Contest 2013.
I vincitori sono stati Adrian Lulgjuraj e Bledar Sejko con Identitet.

## Organizzazione
Radio Televizioni Shqiptar (RTSH), emittente radiotelevisiva albanese, ha confermato l'organizzazione del Festivali i Këngës nel mese di luglio, annunciando, il 21 luglio, il regolamento del festival e l'obbligo per i cantanti di sottoporre le proprie opere musicali l'8 e il 9 ottobre per permettere ad una giuria di esperti di selezionare i partecipanti.
Il 24 settembre l'emittente ha confermato la partecipazione dell'Albania all'Eurovision Song Contest 2013, ospitato dalla città svedese di Malmö, confermando inoltre l'utilizzo del FiK come metodo di selezione per il proprio rappresentante.
Il festival si è articolato in due semifinali da 13 partecipanti ciascuna e una finale da 18 (poi ridotti a 17 in seguito alla squalifica di Ani Çuedari). Tutte e tre le serate sono state trasmesse da RTSH e sono state presentate da Enkel Demi e Floriana Garo.

## Partecipanti
| Artista                         | Brano                  | Lingua   | Compositori           |
| ------------------------------- | ---------------------- | -------- | --------------------- |
| Adrian Lulgjuraj & Bledar Sejko | Identitet              | Albanese | Bledar Sejko          |
| Ani Çuedari                     | Më ler një ëndërr      | Albanese | Arjan Muka            |
| Anjeza Shahini                  | Love                   | Albanese | Edmond Zhulali        |
| Ardian Bujupi                   | I çmendur për ty       | Albanese | Ardian Bujupi         |
| Arjan Dredhasi                  | Fluturim i lirë        | Albanese | Arjan Dredhasi        |
| Arjela Krasniqi                 | Më thuaj pse?          | Albanese | Gramoz Kozell         |
| Bojken Lako                     | Lot... Jetë? Dashuri   | Albanese | Bojken Lako           |
| Bon Bon Band                    | Humbur                 | Albanese | Tahir Gjocaj          |
| Dr. Flori & Fabi                | Jam ti!                | Albanese | Florian Kondi e Fabi  |
| Elis Nova                       | Ajo                    | Albanese | Elis Nova             |
| Entela Zhula                    | Dyert e parajsës       | Albanese | Vullnet Ibrahimi      |
| Flaka Krelani                   | Tek ti në shpirt       | Albanese | Endri Sina            |
| Hersi Matmuja                   | Kush ta dha këtë emër? | Albanese | Genti Lako            |
| Kejsi Tola                      | S'jemi më atje         | Albanese | Sokol Marsi           |
| Kelly                           | Ylli im polar          | Albanese | Vedat Ademi           |
| Kozma Dushi                     | Ëndërr mbete ti        | Albanese | Vladimir Kotani       |
| Lynx                            | Si ty askush           | Albanese | Lynx                  |
| Marsela Çibukaj                 | Mijëra netë            | Albanese | Alban Male            |
| Merland Kademi                  | Këtu fillon parajsa    | Albanese | Elvis Duro            |
| Na                              | Sa larg                | Albanese | Enis Mullaj           |
| Rezarta Smaja                   | Ti?                    | Albanese | Lambert Jorganxhi     |
| Rosela Gjylbegu                 | Dëshirë                | Albanese | Endrit Shani          |
| Selami Kolonja                  | Ku je?                 | Albanese | Selami Kolonja        |
| Valon Shehu                     | Nuk do të ndal         | Albanese | Marjan Deda           |
| Vesa Luma                       | S'jam perfekt          | Albanese | Florent Boshnjaku     |
| Xheni & Enxhi Kumrija           | Arti i një fundi       | Albanese | Xheni e Enxhi Kumrija |

## All'Eurovision Song Contest

### Performance
L'Albania si è esibita 14ª nella seconda semifinale, classificandosi 15ª con 31 punti e non qualificandosi per la finale.

### Trasmissione dell'evento e commentatori
L'intero evento è stato trasmesso su TVSH e RTSH Muzikë con il commento di Andri Xhahu e su Radio Tirana. Il portavoce dei voti nella finale è stato Andri Xhahu.

### Voto

#### Punti assegnati all'Albania
| 12         | 10          | 8        | 7             | 6            |
| ---------- | ----------- | -------- | ------------- | ------------ |
|            | - Macedonia | - Grecia |               | - San Marino |
| 5          | 4           | 3        | 2             | 1            |
| - Svizzera |             |          | - Azerbaigian |              |

#### Punti assegnati dall'Albania
| Punti | Paese       |
| ----- | ----------- |
| 12    | Macedonia   |
| 10    | Grecia      |
| 8     | Azerbaigian |
| 7     | Ungheria    |
| 6     | Malta       |
| 5     | Romania     |
| 4     | Bulgaria    |
| 3     | Israele     |
| 2     | Svizzera    |
| 1     | Finlandia   |

| Punti | Paese       |
| ----- | ----------- |
| 12    | Italia      |
| 10    | Grecia      |
| 8     | Ungheria    |
| 7     | Azerbaigian |
| 6     | Spagna      |
| 5     | Romania     |
| 4     | Paesi Bassi |
| 3     | Germania    |
| 2     | Norvegia    |
| 1     | Danimarca   |